# Vishu

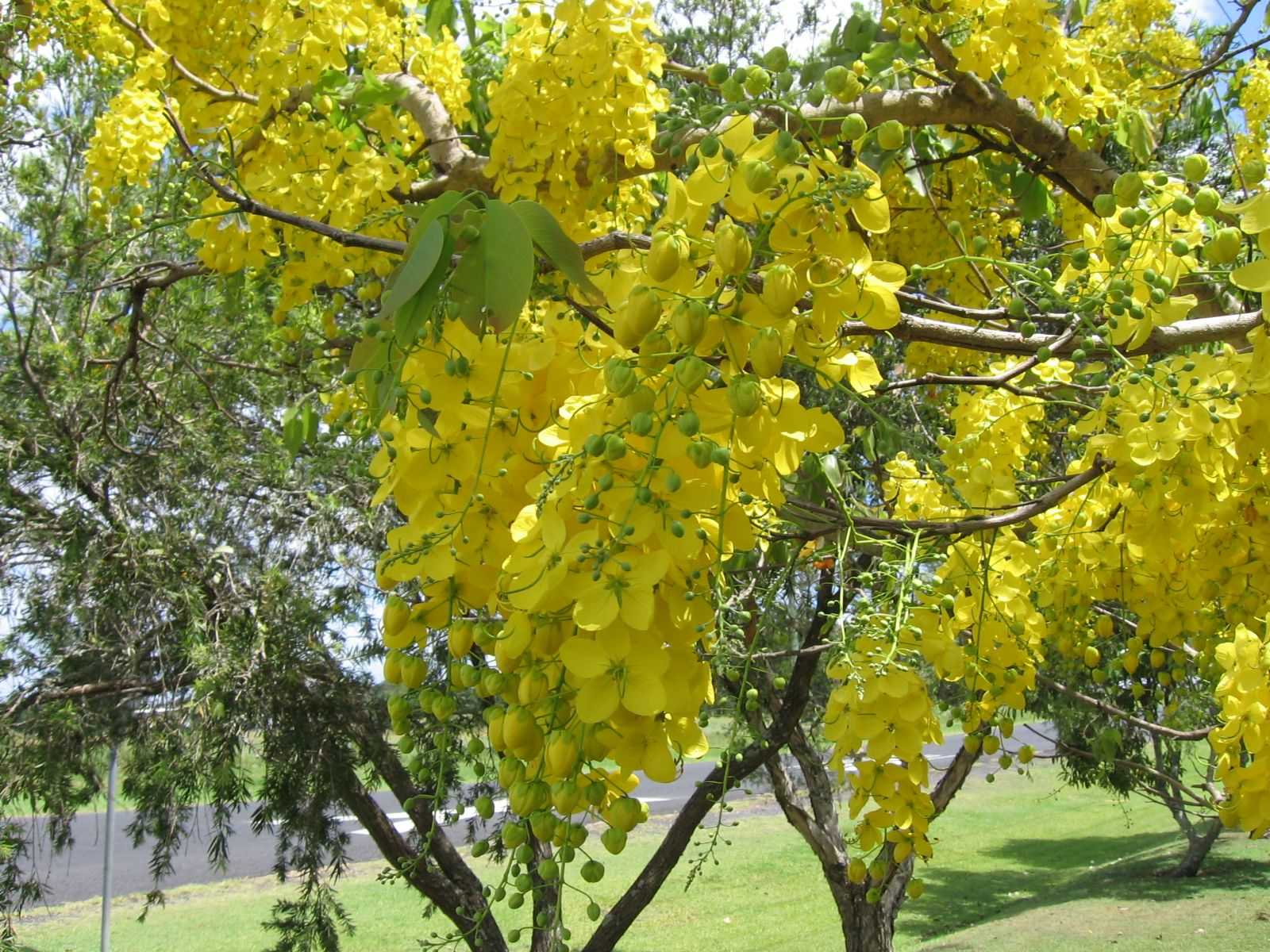
Kwiaty konna

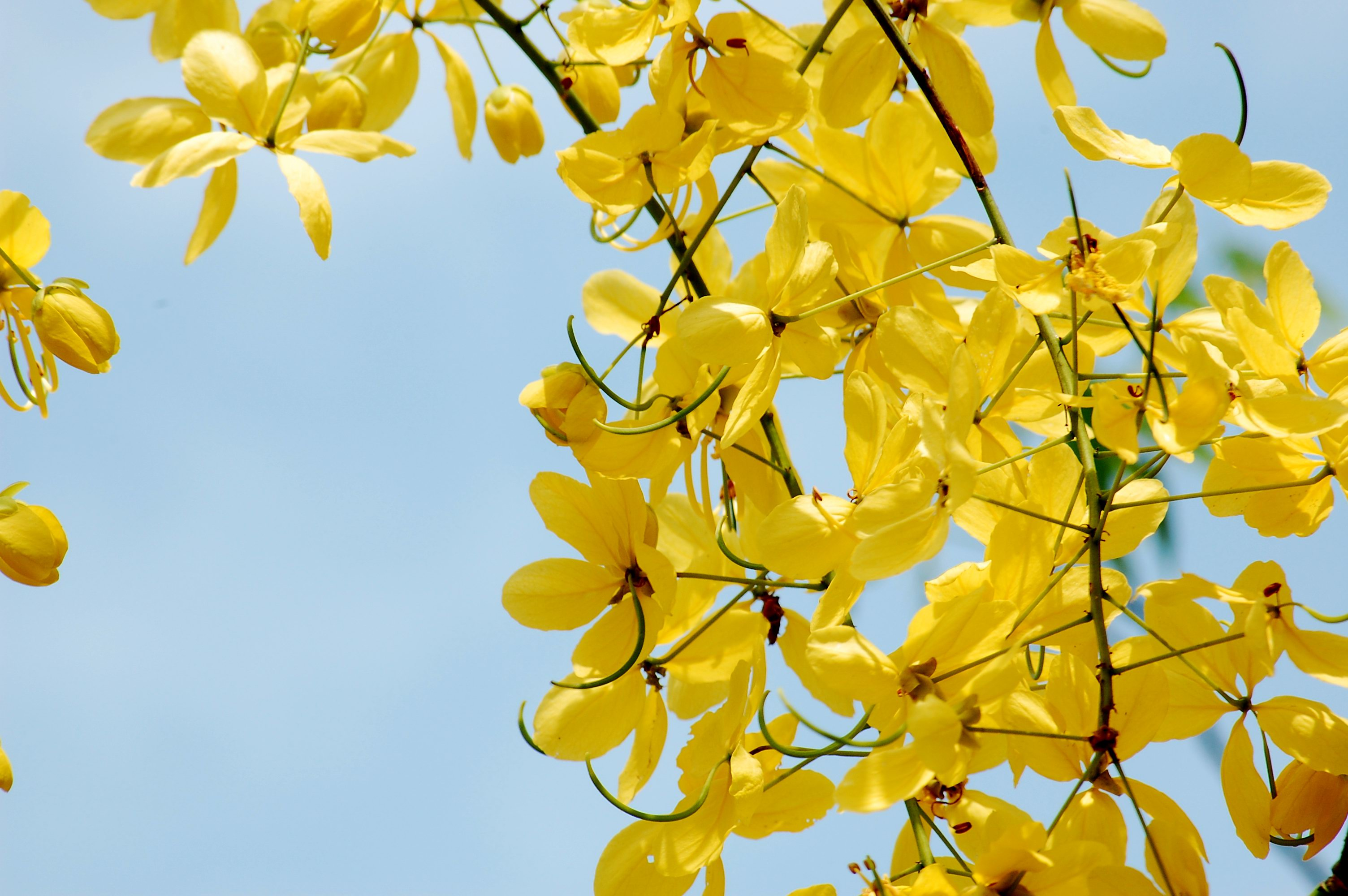
Kwiaty konna w zbliżeniu

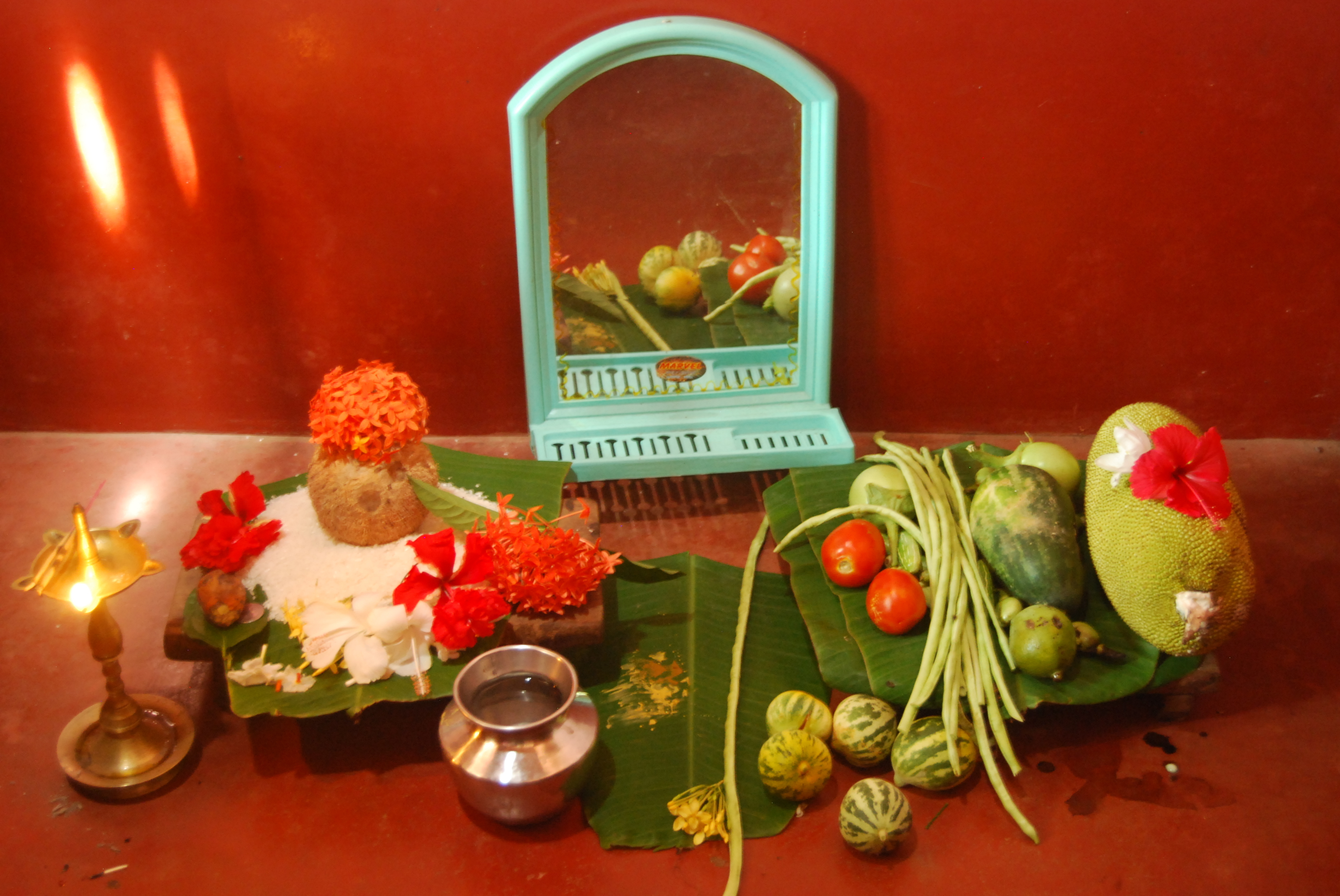
Bisu Kani Tulu Nadu

Vishu (malajalam: വിഷു) – święto obchodzone w indyjskim stanie Kerala, a także w Tamilnadu oraz w okręgu Tulu Nadu w stanie Karnataka, gdzie jest znane pod nazwą Bisu. Święto to wyznacza pierwszy dzień roku według kalendarza keralskiego, i wypada w miesiącu medam po wiosennym zrównaniu dnia z nocą. W kalendarzu gregoriańskim odpowiada mu dzień 14 kwietnia. Vishu jest astrologicznym dniem nowego roku w Kerali, pomimo że oficjalny nowy wypada w miesiącu chingam (sierpień-wrzesień).

## Tradycje
Charakterystycznym elementem jest vishukkani – rytualna kompozycja darów ofiarnych, składająca się z przedmiotów przynoszących szczęście, takich jak:
- ziarna ryżu,
- płótno,
- żółty ogórek kani vellarikka,
- liście betelu,
- orzech areki,
- metalowe lustro aranmula kannadi,
- żółte kwiaty konna,
- teksty świętych ksiąg, zwłaszcza Ramajany,
- monety w cynowym naczyniu zwanym uruli,
- zapalona lampka nilavilakku.

Kompozycję układa się poprzedniego wieczoru, zaś zwyczaj wymaga, aby w vishu o świcie podejść z zamkniętymi oczami do pomieszczenia z vishukkani, tak żeby vishukkani było pierwszą rzeczą, jaką się tego dnia zobaczy.